# Lonicera cerviculata
Lonicera cerviculata är en kaprifolväxtart som beskrevs av S. S. White. Lonicera cerviculata ingår i släktet tryar, och familjen kaprifolväxter. Inga underarter finns listade i Catalogue of Life.